# Струмок Удич
Струмок Удич — річка  в Україні, у Гайсинському районі Вінницької області. Ліва притока Удичу  (басейн Південного  Бугу).

## Опис
Довжина річки 11 км. Формується з багатьох безіменних струмків та водойм.  Площа басейну 61,4 км².

## Розташування
Бере  початок у селі Погоріла. Тече переважно на південний захід через Удич, Червоний Кут і у Веселівці  впадає у річку Удич, ліву притоку Південного Бугу.